# Aiphanes
Aiphanes — род колючих пальм, произрастающий в тропических областях Южной и Центральной Америки и Карибского бассейна. В роду насчитывается около 28 видов, размером от кустарников до деревьев высотой 20 метров.
Два вида часто культивируются в качестве декоративных растений. Плоды и семена некоторых видов традиционно, на протяжении тысячелетий, употреблялись в пищу коренными народами Центральной Америки.

## Таксономия
Aiphanes Willd., Sammlung der Deutschen Abhandlungen Welche in der Königliche n Akademie der Wissenscaften zu Berlin Vorgelesen Wurde 1803: 250. 1806.

### Синонимы
- Marara H.Karst., Linnaea 28: 389. 1857.
- Curima O.F.Cook[англ.], Bull. Torrey Bot. Club 28: 561. 1901.
- Tilmia O.F.Cook, Bull. Torrey Bot. Club 28: 565. 1901.

### Виды
К роду относят 28 видов
- Aiphanes acanthophylla (Mart.) Burret — Пуэрто-Рико, Доминиканская Республика
- Aiphanes acaulis Galeano & R.Bernal — Колумбия
- Aiphanes bicornis Cerón & R.Bernal — Эквадор
- Aiphanes buenaventurae R.Bernal & Borchs. — Колумбия
- Aiphanes chiribogensis Borchs. & Balslev — Эквадор
- Aiphanes deltoidea Burret — Колумбия, Перу, northwestern Бразилия
- Aiphanes duquei Burret — Колумбия
- Aiphanes eggersii Burret — Эквадор, Перу
- Aiphanes erinacea (H.Karst.) H.Wendl. — Колумбия, Эквадор
- Aiphanes gelatinosa H.E.Moore — Колумбия, Эквадор
- Aiphanes graminifolia Galeano & R.Bernal — Колумбия
- Aiphanes grandis Borchs. & Balslev — Эквадор
- Aiphanes hirsuta Burret — Колумбия, Эквадор, Панама, Коста-Рика
- Aiphanes horrida (Jacq.) Burret — Тринидад, Колумбия, Венесуэла, Перу, Бразилия, Боливия
- Aiphanes leiostachys Burret — Колумбия
- Aiphanes lindeniana (H.Wendl.) H.Wendl. — Колумбия
- Aiphanes linearis Burret — Колумбия
- Aiphanes macroloba Burret — Колумбия, Эквадор
- Aiphanes minima (Gaertn.) Burret — Сент-Люсия, Барбадос
- Aiphanes multiplex R.Bernal & Borchs. — Колумбия
- Aiphanes parvifolia Burret — Колумбия
- Aiphanes pilaris R.Bernal — Колумбия
- Aiphanes simplex Burret — Колумбия
- Aiphanes spicata Borchs. & R.Bernal — Перу
- Aiphanes stergiosii S.M.Niño — Венесуэла
- Aiphanes tricuspidata Borchs., M.Ruíz & Bernal — Колумбия, Эквадор
- Aiphanes ulei (Dammer) Burret — Колумбия, Эквадор, Перу, Бразилия
- Aiphanes verrucosa Borchs. & Balslev — Эквадор
- Aiphanes weberbaueri Burret — Эквадор, Перу